# Radio Ostallgäu
Radio Ostallgäu war ein Lokalradio im Sendebereich des Ostallgäus. Der Sendebetrieb wurde 2009 eingestellt. Der letzte Standort des Senders war in Kaufbeuren-Neugablonz, Wiesenstraße 20.

## Geschichte
Zunächst hatte Radio Ostallgäu seine Studio- und Produktionsräume jahrelang in der Johannes-Haag-Str. 17 in Kaufbeuren, in einem inzwischen abgerissenen Gebäude. Betreiber des Senders war die Radio Ostallgäu Programmanbieter GmbH & Co. KG.
2008 wurde Radio Ostallgäu vom Lokalsender RSA gekauft. Daraufhin wurde ein Jahr unter dem Namen „RSA/Radio Ostallgäu“ gesendet. Im Jahr 2009 wurde das Mantelprogramm von RSA übernommen.

## Ehemalige Empfangsmöglichkeiten
Radio Ostallgäu war über folgende UKW-Frequenzen terrestrisch zu empfangen:
- Kaufbeuren 88,2 MHz
- Eisenberg 106,3 MHz
- Füssen 98,0 MHz
- Marktoberdorf 97,9 MHz
- Obergünzburg 105,2 MHz

Daneben gab es den Sender Radio Ostallgäu 2, der in den Kabelnetzen Kaufbeuren und Nesselwang verbreitet wurde. Es handelte sich nach Eigenbeschreibung um ein "älteres und ruhigeres" Musikprogramm.

## Moderatoren (Auswahl)
Moderatoren bei Radio Ostallgäu waren unter anderem (in alphabetischer Reihenfolge):
- Eugen Hänßler
- Alexander Hauk
- Stefan Grudnik
- Wolfgang Krebs
- Helmer Litzke
- Katja Maraj
- Claus Rank
- Frank Rickal
- Philipp Schmid
- Sebastian Sowa
- Kirsten Tromnau
- Wolfgang Wichmann
- Marion Daltrozzo